# Дуйе, Давид
Дави́д Дуйе́ (фр. David Douillet; 17 февраля 1969 года, Руан, Франция) — французский дзюдоист, двукратный олимпийский чемпион, четырёхкратный чемпион мира, чемпион Европы. Обладатель 6-го дана дзюдо. Один из наиболее титулованных дзюдоистов-тяжеловесов в истории спорта. Входит в число пяти дзюдоистов, обладающих двумя золотыми олимпийскими наградами (Тадахиро Номура, трёхкратный чемпион, не входит в названные пять спортсменов) и, наряду с Номурой и Анджело Паризи, входит в число трёх дзюдоистов, имеющих три и более олимпийских наград. Первый из спортсменов не-японцев, завоевавший два титула чемпиона мира (в своей категории и абсолютной категории) на одном чемпионате мира. Наряду с тремя японскими дзюдоистами, обладатель наибольшего числа титулов чемпиона мира и, наряду с Ясухиро Ямаситой, обладатель трёх подряд чемпионских титулов в тяжёлом весе.

## Биография
Давид Дуйе родился в Руане в 1969 году. Он начал заниматься дзюдо в 11-летнем возрасте в клубе городка Нёшатель-ан-Бре. Уже в том возрасте он обладал впечатляющими физическим данными: 180 сантиметров роста при 80 килограммах веса. В дальнейшем продолжил тренировки в школе Victor et Hélène Basch при Университете Реннс. Там, в 1986 году его заметил чемпион мира 1975 года, известный спортивный функционер Жан-Люк Руж.
Он был уже на шесть дюймов выше всех остальных, и после того, как я увидел его выступление на татами, я немедленно забронировал ему место в центре французской спортивной элиты.
Оригинальный текст (англ.)He was already six inches taller than the rest and, after seeing him perform on the mat, I immediately booked him a room at the training centre for France's sporting elite
Таким образом Давид Дуйе, продолжая своё образование в Мезон-Альфоре, получил возможность тренироваться в Национальном институте спортивного и физического образования.
В 1987 году завоевал бронзовую медаль на международном юниорском турнире в Страсбурге. В 1988 году выступил на чемпионате Франции среди взрослых и сумел завоевать «бронзу». В 1989 году был пятым на турнире Tournoi De Paris среди взрослых, победил на международном турнире Tournoi De France среди юниоров и был третьим на турнире Trophee Konica Open Championship Paris (взрослые), чемпионате Европы среди юниоров и чемпионате Франции. В 1990 победил на British Open London, был вторым на командном чемпионате Европы и Кубке Дзигоро Кано в Токио. В 1991 году завоевал звание чемпиона Франции, был серебряным призёром турнира Dutch Open, также завоевал серебряные медали в двух весовых категориях на Всемирных играх среди военных и бронзовую медаль чемпионата Европы. В 1992 году вновь стал чемпионом Франции, был всего пятым на Tournoi De Paris и турнире серии «A» в Будапеште, третьим на турнирах Czech Cup и GP Europe, третьим на чемпионате Европы (что обеспечило ему путёвку на Олимпийские игры) и победил на турнире Dutch Open.
Выступал на Олимпийских играх 1992 года в категории свыше 95 килограммов, где боролись 28 дзюдоистов. Борец, победивший во всех схватках группы, выходил в финал, где встречался с борцом из другой группы. Проигравшие финалистам встречались в «утешительных» схватках, по результатам которых определялись бронзовые призёры.
Молодой французский дзюдоист в первой встрече чисто победил зацепом изнутри, во второй заставил капитулировать серебряного призёра предыдущей олимпиады Хенри Штёра, который был дисквалифицирован за пассивное ведение борьбы. Следующую встречу Давид Дуйе выиграл чистым подхватом. В полуфинале Дуйе проиграл удержанием фавориту соревнований, японцу Наое Огаве. Во встрече за третье место броском подхватом с захватом руки под плечо Дуйе смог заработать юко и довёл встречу до победы.
| Круг               | Соперник      | Страна         | Итог      | С оценкой                            | Продолжительность |
| ------------------ | ------------- | -------------- | --------- | ------------------------------------ | ----------------- |
| 1/16               | Элвис Гордон  | Великобритания | Победа    | иппон (О-ути гари)                   | 1:10              |
| 1/8                | Хенри Штёр    | Германия       | Победа    | хансоку-макэ (пассивность соперника) | 4:19              |
| 1/4                | Эрнесто Перес | Испания        | Победа    | иппон ((Ути Мата))                   | 5:00              |
| 1/2                | Наоя Огава    | Япония         | Поражение | иппон (Кэса Гатамэ)                  | 1:50              |
| Встреча за 3 место | Франк Морено  | Куба           | Победа    | юко (Харай Макикоми)                 | 5:00              |

В 1993 году был бронзовым призёром Tournoi De Paris, серебряным призёром личного чемпионата Европы, победителем командного чемпионата Европы и впервые завоевал звание чемпиона мира. В 1994 году победил и на командном чемпионате мира, и на чемпионате Европы, а также добавил в свою коллекцию золотые медали Игр франкоговорящих народов и турнира Czech Cup. В 1995 году завоевал сразу два звания чемпиона мира — в категории свыше 95 килограммов и в абсолютной категории; выиграл турниры Citta di Roma и Московский турнир, а на Tournoi De Paris довольствовался вторым местом. В 1996 году был вторым на Citta di Roma.
Выступал на Олимпийских играх 1996 года в категории свыше 95 килограммов, где боролись 33 дзюдоиста. Давид Дуйе на этот раз рассматривался явным фаворитом.
Дуйе до полуфинала продвигался без особых проблем, демонстрируя нечасто встречающиеся способы победы. Если в первой встрече он победил просто ввиду пассивности соперника, то во второй одержал победу сого гати или сложную победу, которая получается в результате проведённого броска на вадза-ари при наличии у соперника предупреждения кэй-коку (или при дальнейшем получении соперником этого предупреждения). В третьей встрече Дуйе одержал победу кикэн гати, то есть победа ввиду травмы соперника, полученной им в ходе встречи. В полуфинале с японцем Наоей Огавой, ещё одним фаворитом турнира, Дуйе смог одержать победу лишь благодаря замечанию, полученному соперником, но в финале без проблем разобрался с Эрнесто Пересом, уложив его чистым подхватом, как и на предыдущей олимпиаде.
| Круг  | Соперник            | Страна     | Итог   | С оценкой                        | Продолжительность |
| ----- | ------------------- | ---------- | ------ | -------------------------------- | ----------------- |
| 1/16  | Арри ван Барневельд | Бельгия    | Победа | кэй-коку (пассивность соперника) | 5:00              |
| 1/8   | Игорь Мюллер        | Люксембург | Победа | сого гати (Сото Макикоми)        | 0:50              |
| 1/4   | Эрик Крейгер        | Австрия    | Победа | кикэн гати (травма соперника)    | 3:45              |
| 1/2   | Наоя Огава          | Япония     | Победа | сидо (пассивность соперника)     | 3:45              |
| Финал | Эрнесто Перес       | Испания    | Победа | иппон ((Ути Мата))               | 2:57              |

Интересно то, что Давид Дуйе смог получить свою золотую олимпийскую награду лишь в 1997 году, на чемпионате мира. Дело в том, что на церемонии награждения ему была вручена награда, которая была предназначена Сунь Фумин, китайской дзюдоистке, победительнице соревнований среди тяжеловесов, но среди женщин, а ей, соответственно, награда Дуйе. В 1997 году они обменялись наградами.
После Олимпийских игр, 30 сентября 1996 года попал в серьёзную аварию на мотоцикле, повредив голень и правое плечо. Восстановление заняло восемь месяцев.
В 1997 году подтвердил своё звание чемпиона мира, а также победил на Средиземноморских играх. В 1998 году травмы снова дали о себе знать, и Дуйе был вынужден сняться с татами в ходе чемпионата мира. В августе 1998 года Дуйе повредил себе запястье и вновь был вынужден пропустить несколько месяцев. В 1999 году был только седьмым на чемпионате Европы, а с чемпионата мира за два дня до соревнований снялся ввиду травмы паха. К ней добавилась в 1999 году травма спины. В 2000 году был третьим на German Open.
По опросам французской спортивной газеты L’Équipe Дуйе был назван чемпионом чемпионов Франции в 1995 и в 2000 году.
Выступал на Олимпийских играх 2000 года в категории свыше 100 кг, в категории выступали 32 дзюдоиста. В первой встрече соперник Дуйе не явился на встречу (не появился на взвешивании и не был допущен). Во второй встрече Дуйе зацепом изнутри чисто победил сильного турецкого дзюдоиста. В третье встрече соперник француза был дисквалифицирован за пассивность, в четвёртой Дуйе провёл чистый бросок с захватом руки под плечо изнутри.
В финальной встрече разразился скандал, связанный с самой большой возможной судейской ошибкой в истории олимпийского дзюдо. В финале Олимпийских игр 2000 года, в тяжёлом весе встречались Дуйе и чемпион мира, японец Синъити Синохара. В 1:20 времени схватки Дуйе попытался провести подхват изнутри (Ути-мата). Синохара, убрав ногу, провёл контрприём Ути Мата Сукаси в падении, в результате чего Дуйе упал на спину. После броска Синохара поднял руки, празднуя победу без всяких сомнений. Однако мнения судей разделились, кому и какую оценку давать и давать ли вообще. Один судья посчитал, что приём провёл Синохара, и это была бы его чистая победа, но двое других судей не согласились с ним. В результате Дуйе за бросок получил оценку юко и затем стал чемпионом Олимпийских игр. Японская делегация подавала протест, но он не был удовлетворён. Есть разные точки зрения, но в основном специалисты сходятся, что схватка была чисто выиграна Синохарой. Судейское решение вызвало массовое возмущение в Японии. В том числе из-за этого случая на соревнованиях по дзюдо были внедрены видеоповторы, к которым судьи могут обратиться во время схватки.
| Круг  | Соперник            | Страна    | Итог   | С оценкой                            | Продолжительность |
| ----- | ------------------- | --------- | ------ | ------------------------------------ | ----------------- |
| 1/16  | Дуглас Кардозо      | Венесуэла | Победа | фусен гати (неявка соперника)        | 5:00              |
| 1/8   | Селим Татароглу     | Турция    | Победа | иппон (О-ути гари)                   | 3:43              |
| 1/4   | Арри ван Барневельд | Бельгия   | Победа | хансоку макэ (пассивность соперника) | 3:59              |
| 1/2   | Индрек Пертельсон   | Эстония   | Победа | иппон (Ути Макикоми)                 | 1:52              |
| Финал | Синъити Синохара    | Япония    | Победа | юко ((Ути Мата Гаэси)                | 5:00              |

После Олимпийских игр Давид Дуйе оставил карьеру в большом спорте. До 2009 года Давид Дуйе был занят в благотворительных проектах; так, с 1997 по 2009 год являлся попечителем фонда Opération pièces jaunes, созданным первой леди Франции Бернадетт Ширак и имеющим целью создание надлежащих условий для детей, проходящих стационарное лечение. С 1999 года входил в Совет по пресечению допинга в боевых искусствах. В 2001 году был назначен Послом ЮНЕСКО. В 2005 году представлял Париж как кандидата на проведение Олимпийских игр 2012 года. В том же году возглавил один из комитетов Федерации дзюдо Франции. Периодически работает на телевидении в качестве консультанта и организатора трансляций. Активно использует своё имя и образ в рекламе и продвижении товаров, в основном спортивных, включая кимоно с логотипом DD.
В 2009 году выбран депутатом Национального собрания Франции. В 2010 году выбран в Региональный совет Иль-де-Франса. В 2011 году назначен статс-секретарём по делам французов за рубежом в Правительстве Франции. 26 сентября 2011 года назначен министром спорта Франции и находился в этой должности до мая 2012 года.

### Личная жизнь
Получил некоторую известность как актёр, снявшись в фильмах Fallait pas!…(1996) и Elie annonce Semoun (2000), а также в камео в десятке фильмов.
Давид Дуйе женат. У него есть дочь Мирьям и сын Жереми от первого брака, внебрачный сын Кристофе (он узнал о нём только в 2001 году, когда тому было 10 лет), сын Маттео от второго брака и дочь Бланш от третьего нынешнего.